# Flórida Paulista (ort)
Flórida Paulista är en ort i Brasilien.   Den ligger i kommunen Flórida Paulista och delstaten São Paulo, i den södra delen av landet, 700 km sydväst om huvudstaden Brasília. Flórida Paulista ligger 413 meter över havet och antalet invånare är 12 849.
Terrängen runt Flórida Paulista är platt. Närmaste större samhälle är Adamantina, 13,0 km sydost om Flórida Paulista.
Trakten runt Flórida Paulista består i huvudsak av gräsmarker. Runt Flórida Paulista är det ganska glesbefolkat, med 38 invånare per kvadratkilometer.